# Kabirowie
Kabirowie (gr. Κάβειροι Kábeiroi, lp. Κάβειρος Kábeiros, łac. Cabeiri, Cabiri, lp. Cabirus) – bóstwa czczone w starożytności w Azji Mniejszej, na wyspach Morza Egejskiego i w niektórych częściach Grecji. 
Zaliczani do bóstw chtonicznych, przez starożytnych uważani byli za mieszkańców głębin Ziemi – Wielkiej Matki, mających wpływ na płodność ludzi i zwierząt oraz łączonych z wydobyciem i obróbką metali. Najważniejszy ośrodek ich kultu znajdował się na Samotrace, gdzie odbywano misteria.

## Nazwa i cechy

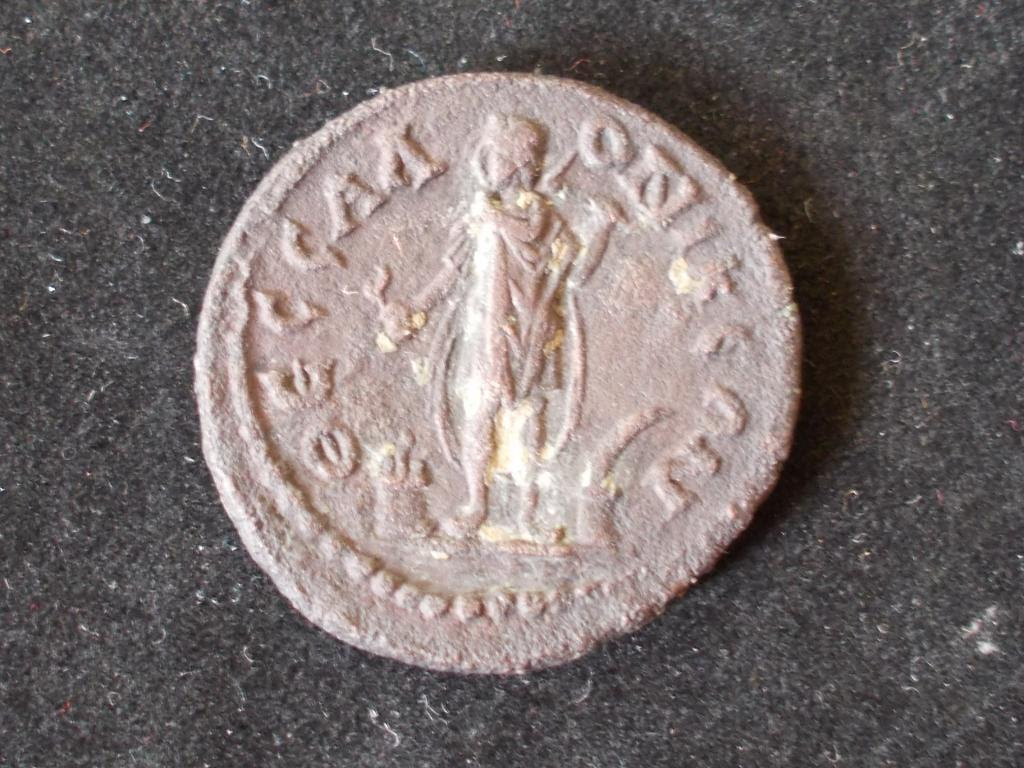
Kabir na rzymskiej monecie Tessaloniki

W greckiej mitologii byli służebnikami bogini Rei, Wielkiej Matki, i dlatego często mylono ich z korybantami i kuretami. Ze względu na pradawne pochodzenie Kabirowie uchodzą za bóstwa dość zagadkowe – o ich pochodzeniu, imionach, liczbie i cechach szczególnych wiadomo niewiele, a zachowane wiadomości często są sprzeczne lub niejednoznaczne. Dotyczy to już samej nazwy tych bóstw przedstawianych jako karły, która zapewne pochodzi od lemnijskiego lub semickiego słowa kabir – „wielki”; powszechnie znani byli jako Megaloi Theoi (gr. Μεγάλοι Θεοί) – „wielcy bogowie”. Opiekowali się polami uprawnymi, ale też zwracali się do nich podczas sztormu żeglarze, dla których byli bóstwami zbawczymi. Kabirowie uważani byli również za czarowników, za kowali (co wskazywało na ich szczególne związki z podziemnym światem metali), a nawet za położników (wskutek skojarzenia, że wydobywają na zewnątrz to, co ukryte w trzewiach, głębinach).
Diodor Sycylijski nazywa ich Idaioi Daktyloi (gr. Ἰδαῖοι Δάκτυλοι) – „daktylami idajskimi” (dosł. „karły” Idy) od Idy – góry w Grecji, gdzie według najdawniejszej tradycji miał zamieszkiwać Zeus, sam uważany za jednego z Kabirów i w najdawniejszym okresie religii greckiej przedstawiany jako karzeł wielkości kciuka. Odnoszono do niego formułę: „Mniejszy niż mały, lecz większy niż wielki” (Herakles – najpotężniejszy spośród ludzi, w prehistorycznym etapie religii greckiej także miał być karłem). Daktylowie znani też byli jako Kabirowie (co w języku syryjskim i arabskim oznacza „potężnych”, „wielkich”) i postacie te otaczano kultem przede wszystkim na Samotrace, oddając im tam cześć i wyobrażając jako figurki wysokości jednej stopy.

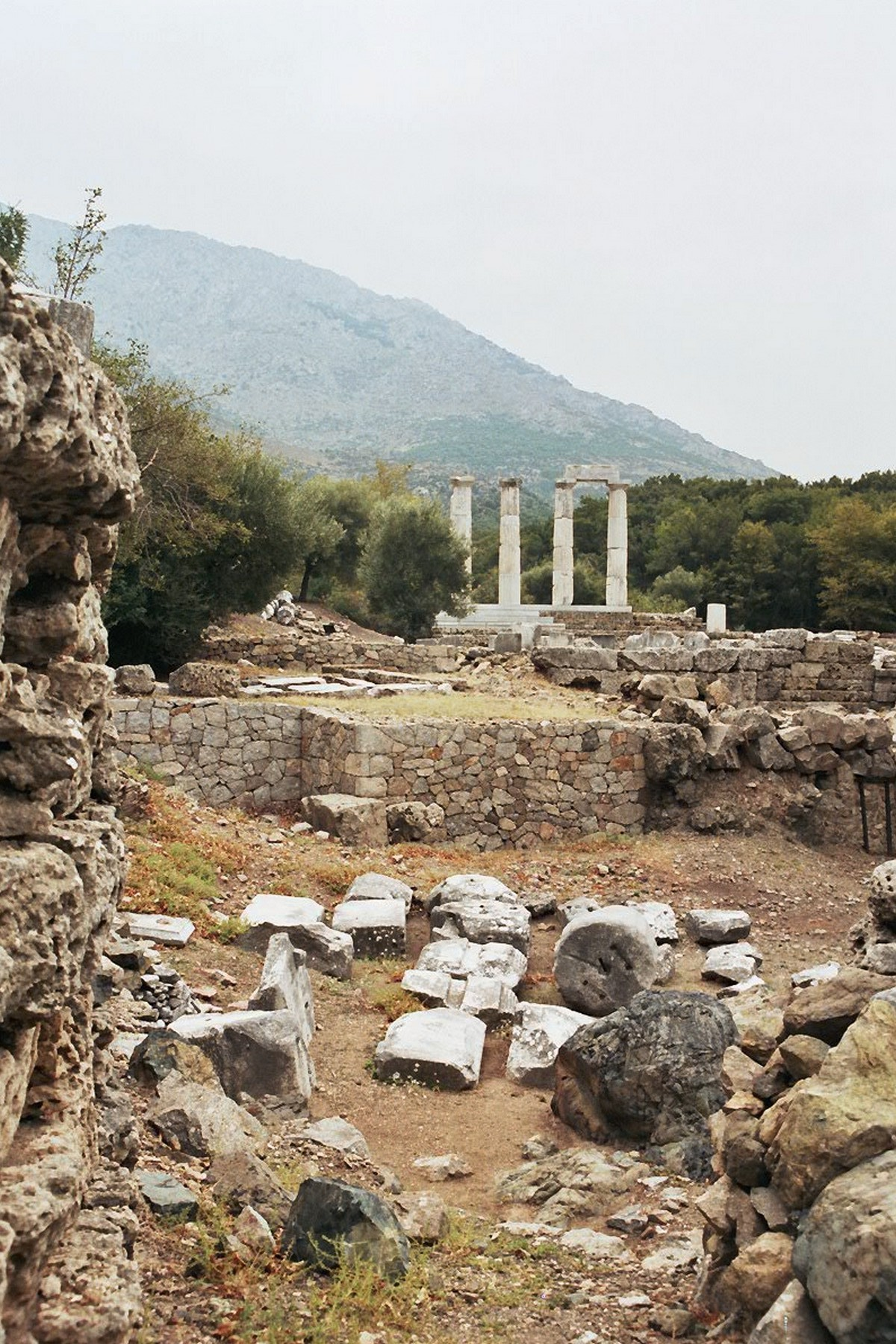
Pozostałości sanktuarium na Samotrace

Za kabirów uważani byli także dwaj herosi greccy – Kastor i Polluks, czczeni jako bóstwa żeglarskie widoczne na niebie w postaci gwiazd. Umieszczane na skałach nadmorskich ich posążki miały wysokość stopy; mimo niepozornych wyobrażeń również określano ich mianem „wielkich”.
Najdawniejsze znane przedstawienia Kabirów cechuje wielki schematyzm: przedstawiano ich ogólnie jako stożkowate postacie w trójkątnych, spiczastych kapturach, o obliczach pozbawionych cech indywidualnych; często trzymają w rękach lampy, których blask ma rozświetlać ciemności we wnętrzu ziemi.

## Pochodzenie
Przypisywano im różne pochodzenie i liczebność. Znany jest przekaz, iż pochodzą z góry Kabejros w Berektynii należącej do frygijskiej Macierzy Bogów; mieli tam trafić ze swej świętej wyspy Samotraki. Najczęściej uważano ich za potomków Hefajstosa i nimfy Kabejro (córki morskiego boga Proteusza) – postaci utożsamianej zarówno z Reą i Demeter, jak Hekate i Afrodytą. Podaje tak m.in. Ferekydes z Syros, który pisał, iż byli oni także rodzeństwem trzech nimf Kabiryd.
Z twierdzeń Akusilaosa wynika, że Hefajstos ze związku z Kabejro miał syna Kadmilosa, który z kolei spłodził trzech Kabirów, oni natomiast byli ojcami trzech Kabiryd. Z innych wersji mitów wynika, że było ich siedmiu, a ich ojcem był fenicki bóg Sydyk, zaś bratem Asklepios. Kolejne źródło podaje, iż było jedynie dwóch Kabirów, synów Hefajstosa i Kabejro – Alkon i Eurymedont.
Mnaseas z Patary wymieniał czterech Kabirów: Aksierosa, Aksiokersę, Aksiokersosa, Kadmilosa. Byli oni utożsamiani z kultami Dionizosa, Hadesa, Hermesa i Demeter oraz z kuretami, korybantami i Dioskurami. Rzymianie zaś kojarzyli ich z Jowiszem, Merkurym, Junoną, Minerwą. Mnaseas nie podaje jednak ich pochodzenia. W tej wersji mitu było to jedynie określenie funkcji wzywanych bogów. Z tej racji identyfikowano ich też z Jazjonem i Dardanosem – herosami z Samotraki.

## Kult

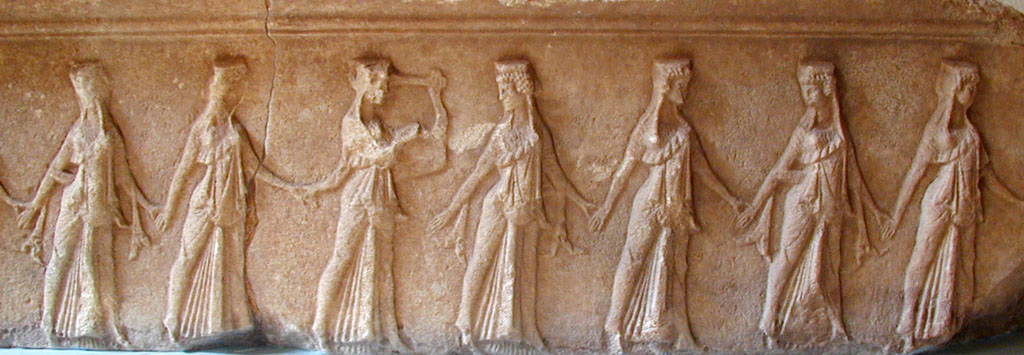
Taniec obrzędowy

Ukrywano ich podobnie jak skarby: w każdym greckim domu znajdowała się kista (gr. κίστη kístē), skrzynia, w której przechowywano szczelnie zawinięte figurki kilku Kabirów odzianych w miniaturowe ubiory; uważano bowiem, że zgodnie ze swą chtoniczną naturą zamieszkują w ciemnych jaskiniach. We wznoszonych ku ich czci świątyniach posążki te przechowywano w adytonie (gr. ἄδυτον), czyli w „świętym świętych” – wewnętrznym sanktuarium, do którego nikt nie miał wstępu poza kapłanem, który (zazwyczaj raz w roku) składał ofiarę. Ze względu na towarzyszący Kabirom kult misteryjny nazywanie ich po imieniu groziło sankcjami.
Kult ich uważany jest za przypuszczalny relikt przedhelleńskiej religii Pelazgów i najpewniej łączył się z pradawną metalurgią. Poza ważnymi jego ośrodkami na wyspach (Samotraka, Lemnos, Imbros), czczono ich również w Tebach, Atenach i innych miastach greckich. Szczególnym kultem otaczano w Tessalonice, gdzie uważano ich za patronów miasta, umieszczając ich wyobrażenia na lokalnych monetach niemal do końca III wieku n.e. Wzmianka w leksykonie Hezychiusza świadczy, że obchodzono tam ich święto – Kabiria (Καβείρια). Według świadectwa Herodota także Egipcjanie oddawali im cześć w Memfis.
Z biegiem czasu kult ich przeniknął do Rzymu, gdzie również określano ich mianem Wielkich Bogów będących odpowiednikami trzech sprawczych bóstw rzymskich: Jowisza, Minerwy i Merkurego.

## Ewolucja późniejsza
W późniejszym czasie Kabirowie – bóstwa lub jedynie duchy metali, przekształcili się w duchy planetarne bądź w bogów utożsamianych z planetami; za pośrednictwem alchemii zajmującej się m.in. transsubstancjacją, stali się symbolami duszy świata uwięzionej w materii (mit gnostycki), a tym samym zyskali pośrednio odniesienie do podstaw współczesnych nauk przyrodniczych.